# Georges-Henry Duquet
Georges-Henry Duquet, né le 13 janvier 1887 à Québec, mort le 4 septembre 1967 à Québec, est un peintre québécois.

## Biographie
Fils du joaillier et inventeur Cyrille Duquet, Georges-Henry Duquet commence sa formation académique auprès du peintre Charles Huot qui enseigne au Conseil des arts et manufactures de la province de Québec. Duquet poursuit son apprentissage  en 1905-1907, à Paris en étudiant  auprès du peintre Jean-Pierre Laurens au sein de l'Académie Julian. Il illustre quelques livres dont : Petite histoire du Canada et Chez nous. Il enseigne à l'École des beaux-arts de Québec en 1922-1923. En 1925, il est boursier du Gouvernement du Québec et fréquente l'Académie Colarossi. La même année, Duquet expérimente la sculpture auprès du sculpteur Félix Benneteau-Desgrois. De 1925 à 1928, il voyage en Italie, en Corse, au Maroc ainsi qu'en Algérie.  À partir de 1928, il installe son atelier au 29 1/2 rue Saint-Stanislas à Québec (ville). En 1950, Lida Moser réalise une photographie montrant une vue extérieure de son atelier. 
Au cours de sa carrière, il décore quelques églises au Québec dont l'Église Sainte-Croix à Métabetchouan–Lac-à-la-Croix , l'Église Saint-Bruno à Saint-Bruno, l'Église Saints-Martyrs-Canadiens, l'Église de Saint-François-d'Assise à Petit-Saguenay  et l'Église Saint-Laurent (1951-1952) à Saguenay (ville)

## Expositions
- Académie commerciale de Québec, 1920[9]
- Salon de Québec, exposition collective organisée par l'École des beaux-arts de Québec, Québec (ville), 10 au 25 mars 1937[9]
- Salons de l'Art Association of Montreal, 1909, 1910, 1922 à 1925, 1928, 1943 et 1946[10]
- Galerie municipale des arts, Palais Montcalm, Québec (ville), 12 au 16 mai 1942[3]
- Exposition posthume des œuvres de Georges-Henry Duquet, Birks, 11 au 21 avril 1968[11]

## Œuvres
- Médaillon (architecture) sculpté pour le monument funéraire de Cyrille Duquet, cimetière Notre-Dame-de-Belmont[12]
- Médaillon de bronze pour la stèle funéraire de Joseph Vézina, 1924-1925, Cimetière Notre-Dame-de-Belmont[12]
- Bas-relief réalisé en 1924 pour le monument funéraire d'Amédée Marsan sur le terrain du Collège de l'Assomption[13]
- Portrait représentant Saint Charles Garnier, parloir du Collège Saint-Charles-Garnier[3]
- Menu illustré par Georges-Henry Duquet, Dîner du 2e Congrès de la langue française au Canada au Château Frontenac, 30 juin 1937[3]

## Musées et collections publiques
- Musée de Charlevoix, La Malbaie[14]
- Musée national des beaux-arts du Québec, Québec[15]
- Musée de la civilisation, Québec (ville)[16]
- Musée Louis-Hémon, Péribonka[17]